# EuroVelo 12
L’EuroVelo 12 (EV 12), également dénommée « Véloroute de la Mer du Nord  » (en allemand : Nordseeküsten-Route et en anglais : North Sea Cycle Route), est une véloroute EuroVelo faisant partie d’un programme d’aménagement de voie cyclable à l’échelle européenne. Long de 7 050 km, l’itinéraire décrit une boucle en Europe du Nord autour de la mer du Nord et passe successivement par huit pays, le Royaume-Uni, la France, la Belgique, l'Allemagne, les Pays-Bas, le Danemark, la Suède et la Norvège.

## Itinéraire
L'EuroVelo 12, fruit d'une coopération entre les huit pays concernés est officiellement ouverte en 2001 :
- Royaume-Uni : Écosse (1 242 km), Angleterre (1 057 km)
- France (70 km)
- Belgique (90 km)
- Pays-Bas (409 km) : l'itinéraire passe principalement par les marais le long de la Mer des Wadden.
- Allemagne (907 km)
- Danemark  (801 km)
- Suède (396 km)
- Norvège (1 130 km)

En raison de la fermeture de la liaison maritime entre Bergen et les îles Shetland (Smyril Line Ferry), la liaison avec la Norvège peut poser un problème. L'été, deux vols hebdomadaires au départ de l'aéroport de Sumburgh permettent de rejoindre Bergen.